# STS-124
La STS-124 és una missió de la NASA, amb el transbordador espacial  Discovery, desplaçant-se fins a l'Estació Espacial Internacional per instal·lar nous mòduls, substituir i aprovisionar als astronautes d'aquesta plataforma espacial. El seu llançament es va produir el 31 de maig de 2008.

## Tripulació
- Mark E. Kelly (3) - Comandant[1]
- Kenneth Ham (1) - Pilot  Estats Units
- Karen L. Nyberg (1) - Especialista de la missió 1  Estats Units
- Ronald J. Garan, Jr (1) - Especialista de la missió 2  Estats Units
- Michael E. Fossum (2) - Especialista de la missió 3  Estats Units
- Akihiko Hoshide (1) - Especialista de la missió 4 -  Japó JAXA

- * Els nombres entre parèntesis indiquen les missions STS realitzades fins a la data incluyedo aquesta.

### Enlairament de membres de l'Expedició 17
- Gregory Chamitoff (1) - Enginyer de vol

### Aterratge de membres de l'Expedició 17
- Garrett Reisman (1) - Enginyer de vol

## Objectiu de la missió
La missió STS-124 fou el segon vol de tres encarregat de muntar el mòdul japonès  Kibo a l'Estació Espacial Internacional
A més, col·locaren en la posició definitiva el mòdul de logística del labotori que va al costat del mòdul japonès, ja que durant la missió STS-123 aquest va ser col·locat en un emplaçament provisional.